# Sophia Horner-Sam
Sophia Horner-Sam là một nhà ngoại giao và chính trị gia Ghana. Bà là thành viên của Đảng yêu nước mới của Ghana. Bà hiện là đại sứ của Ghana tại Hà Lan.

## Sự nghiệp
Horner-Sam từng là Phó Bộ trưởng Khu vực miền Tây trong chính quyền John Agyekum Kufour. Vào tháng 7 năm 2017, Tổng thống Nana Akuffo-Addo đã bổ nhiệm bà làm đại sứ của Ghana tại Hà Lan.